# 李元 (1917年)
李元（1917年11月—2011年1月13日），湖南省平江县献钟（现归加义镇五星村）人，中国人民解放军开国大校，中国人民解放军少将，曾任中国人民解放军总后勤部副部长。
李元1937年加入红军。同年，加入中国共产党。
抗日战争时期，李元参加南方三年游击战争，任湘鄂赣游击支队第1大队军事教员、排长，新四军第1支队1团连长、营长，新四军第7师政治部教育科科长，巢北支队参谋长，独立团代理团长，新四军第2师6旅司令部参谋处处长。经历皖南事变。
第二次国共内战时期，任苏北军区第五军分区副参谋长，华东野战军第十二纵队副参谋长，中国人民解放军第三野战军十九兵团二十七军副参谋长。
朝鲜战争期间，李元担任第27军参谋长，率部入朝并参与了长津湖战役。1964年，晋升为少将军衔。
中华人民共和国成立后，先后任第27军参谋长，第27军副军长兼参谋长，南京军区后勤部副部长。
1960年，毕业于中国人民解放军高等军事学院基本系，后任南京军区副参谋长。1964年8月，李元被授予少将军衔。1975年任总后勤部副部长。
1985年，在中国共产党全国代表会议上被增选为中央纪律检查委员会委员，是中国人民政治协商会议第七届全国委员会委员。曾荣获八一奖章、二级独立自由勋章、一级解放勋章、一级红星功勋荣誉章。
2011年，李元因病逝世。